# Churia typhla
Churia typhla är en fjärilsart som beskrevs av Edward P. Wiltshire 1977. Churia typhla ingår i släktet Churia och familjen trågspinnare. Inga underarter finns listade i Catalogue of Life.